# RNASE10
RNASE10 (англ. Ribonuclease A family member 10 (inactive)) – білок, який кодується однойменним геном, розташованим у людей на 14-й хромосомі. Довжина поліпептидного ланцюга білка становить 216 амінокислот, а молекулярна маса — 24 008.
| 10         |  | 20         |  | 30         |  | 40         |  | 50         |
| ---------- |  | ---------- |  | ---------- |  | ---------- |  | ---------- |
| MKLNLVQIFF |  | MLLMLLLGLG |  | MGLGLGLHMA |  | TAVLEESDQP |  | LNEFWSSDSQ |
| DKAEATEEGD |  | GTQTTETLVL |  | SNKEVVQPGW |  | PEDPILGEDE |  | VGGNKMLRAS |
| ALFQSNKDYL |  | RLDQTDRECN |  | DMMAHKMKEP |  | SQSCIAQYAF |  | IHEDLNTVKA |
| VCNSPVIACE |  | LKGGKCHKSS |  | RPFDLTLCEL |  | SQPDQVTPNC |  | NYLTSVIKKH |
| IIITCNDMKR |  | QLPTGQ     |  |            |  |            |  |            |

A: Аланін

C: Цистеїн

D: Аспарагінова кислота

E: Глутамінова кислота

F: Фенілаланін

G: Гліцин

H: Гістидин

I: Ізолейцин

K: Лізин

L: Лейцин

M: Метіонін

N: Аспарагін

P: Пролін

Q: Глутамін

R: Аргінін

S: Серин

T: Треонін

V: Валін

W: Триптофан

Задіяний у таких біологічних процесах, як клітинна адгезія, запліднення, альтернативний сплайсинг. 
Секретований назовні.